# Graham Jarvis
Pour les articles homonymes, voir Jarvis.
Graham Powley Jarvis, né le 25 août 1930 à Toronto (Canada) et mort le 16 avril 2003 à Los Angeles (Californie), est un acteur canadien.

## Biographie
Installé aux États-Unis, Graham Jarvis y débute au théâtre et joue notamment à Broadway (New York) dans huit pièces entre 1957 et 1967. Dans l'intervalle, mentionnons Beaucoup de bruit pour rien de William Shakespeare (sa deuxième pièce, 1959, avec John Gielgud et Margaret Leighton), Romulus le Grand de Friedrich Dürrenmatt (1962, avec Cyril Ritchard dans le rôle-titre et Cathleen Nesbitt), ainsi que Le Tartuffe ou l'Imposteur de Molière (1965, avec Larry Gates et Hal Holbrook).
Il revient une dernière fois à Broadway en 1975, dans la comédie musicale The Rocky Horror Show de Richard O'Brien (avec Julie Covington et Tim Curry). S'ajoutent trois prestations Off-Broadway, en 1969 et 1972 (deux pièces), et enfin en 1973-1974 (la comédie musicale More Than You Deserve (en) de Jim Steinman et Michael Weller, avec Fred Gwynne et Mary Beth Hurt).
Au cinéma, il contribue à trente-huit films (majoritairement américains), depuis Bye Bye Braverman de Sidney Lumet (1968, avec George Segal et Jack Warden) jusqu'à Le Dernier Cheyenne de Tab Murphy (1995, avec Tom Berenger et Barbara Hershey).
Entretemps, citons Alice's Restaurant d'Arthur Penn (son deuxième film, 1969, avec Arlo Guthrie et Patricia Quinn), RPM de Stanley Kramer (1970, avec Anthony Quinn et Ann-Margret), Prophecy : Le Monstre de John Frankenheimer (1979, avec Robert Foxworth et Talia Shire), Le Mystère Silkwood de Mike Nichols (1983, avec Meryl Streep et Kurt Russell), ou encore Misery de Rob Reiner (1990, avec James Caan et Kathy Bates).
À la télévision américaine, il apparaît dans soixante-quinze séries dès 1958, dont Naked City (deux épisodes, 1961-1962), Starsky et Hutch (deux épisodes, 1975-1978) et Fame (trente-neuf épisodes, 1986-1987). Sa dernière série est Sept à la maison (1996-2003), avec seize épisodes, l'ultime diffusé le 21 avril 2003, cinq jours après sa mort, à 72 ans.
S'ajoutent vingt-quatre téléfilms de 1958 à 2001, dont Un piano pour Madame Cimino de George Schaefer (1982, avec Bette Davis et Christopher Guest) et Appel au secours de Robert Markowitz (1989, avec Nancy McKeon et Dale Midkiff).

## Théâtre (sélection)
(pièces, sauf mention contraire)

### Broadway
- 1957 : The Egghead de Molly Kazan, costumes d'Anna Hill Johnstone, mise en scène de Hume Cronyn : Finney
- 1959 : Beaucoup de bruit pour rien (Much Ado About Nothing) de William Shakespeare, mise en scène de John Gielgud : un gardien de nuit
- 1960-1961 : Que le meilleur l'emporte (en) (The Best Man) de Gore Vidal, décors et lumières de Jo Mielziner, costumes de Theoni V. Aldredge, mise en scène de Joseph Anthony : Sheldon Marcus[1]
- 1962 : Romulus le Grand (Romulus) de Friedrich Dürrenmatt, adaptation de Gore Vidal, décors d'Oliver Smith, costumes de Lucinda Ballard, mise en scène de Joseph Anthony : Apollonius
- 1964-1965 : Incident à Vichy (en) (Incident at Vichy) d'Arthur Miller, décors de Boris Aronson : Ferrand
- 1965 : Le Tartuffe ou l'Imposteur (Tartuffe) de Molière, adaptation de Richard Wilbur : un aide de M. Loyal, le sergent
- 1966 : L'Instruction (en) (The Investigation) de Peter Weiss, adaptation de Jon Swan et Ulu Grosbard, costumes d'Anna Hill Johnstone, mise en scène d'Ulu Grosbard : un témoin de l'accusation
- 1967 : Halfway Up the Tree (en) de (et mise en scène par) Peter Ustinov[2] : le vicaire
- 1975 : The Rocky Horror Show, comédie musicale, musique, lyrics et livret de Richard O'Brien, arrangements musicaux de Richard Hartley, mise en scène de Jim Sharman : le narrateur

### Off-Broadway
- 1969 : Adaptation d'Elaine May et Terrence McNally, mise en scène d'Elaine May : le maître des jeux
- 1972 : The Trials of Oz, adaptation par Geoffrey Robertson des comptes rendus du procès de 1971 contre le magazine Oz : John Mortimer, avocat de la défense
- 1973-1974 : More Than You Deserve (en), comédie musicale produite par Joseph Papp, musique de Jim Steinman, lyrics de Jim Steinman et Michael Weller, livret de Michael Weller : DrSmith / Sergent Price

## Filmographie partielle

### Cinéma
- 1968 : Bye Bye Braverman de Sidney Lumet : un passager du bus
- 1969 : Alice's Restaurant d'Arthur Penn : le professeur de musique
- 1970 : End of the Road d'Aram Avakian : Dr Carter
- 1970 : Escapade à New York (The Out-of-Towners) d'Arthur Hiller : Murray
- 1970 : Move de Stuart Rosenberg : Dr Picker
- 1970 : RPM (R.P.M.) de Stanley Kramer : Henry J. Thatcher, chef de la police
- 1970 : La Balade du bourreau (The Traveling Executioner) de Jack Smight : Doc Prittle
- 1971 : Cold Turkey de Norman Lear : Amos Bush
- 1971 : L'Organisation (The Organization) de Don Medford : William Martin
- 1972 : Les Quatre Malfrats (The Hot Rock) de Peter Yates : Warden
- 1972 : On s'fait la valise, Doc ? (What's Up, Doc?) de Peter Bogdanovitch : l'huissier
- 1979 : Prophecy : Le Monstre (Prophecy) de John Frankenheimer : Victor « Vic » Shusette
- 1981 : L'Homme de Prague (The Amateur) de Charles Jarrott : Porter
- 1983 : Mister Mom (Mr. Mom) de Stan Dragoti : Howard Humphries
- 1983 : Le Coup du siècle (Deal of the Century) de William Friedkin : Babers
- 1983 : Le Mystère Silkwood (Silkwood) de Mike Nichols : le premier médecin à la réunion
- 1984 : The Chain de Jack Gold (film britannique) : Foxx
- 1985 : Un drôle de Noël (One Magic Christmas) de Phillip Borsos : Frank Crump
- 1986 : Coup double (Tough Guys) de Jeff Kanew : le patron de Richie
- 1989 : Parents (titre original) de Bob Balaban : M. Zellner
- 1990 : Misery de Rob Reiner : Libby
- 1993 : L'Apprenti fermier (Son in Law) de Steve Rash : le proviseur
- 1995 : Le Dernier Cheyenne (Last of the Dogmen) de Tab Murphy : le pharmacien

### Télévision

#### Séries
- 1961-1962 : Naked City
  - Saison 3, épisode 11 Ooftus Goofus (1961) d'Arthur Hiller : le directeur du magasin
  - Saison 4, épisode 10 A House Has a Big Head – Let Him Worry! (1962) de Denis Sanders : M. Denton
- 1964 : Route 66 (titre original), saison 4, épisode 14 Is It True There Are Poxies at the Bottom of Landfair Lake? : Jensen Denker
- 1971-1972 : Haine et Passion (Guiding Light), feuiilleton, épisodes non spécifiés : Charles Eiler
- 1972 : All in the Family, saison 2, épisode 16 Archie and the F.B.I. de John Rich : Larry Grundy
- 1975 : MASH (M*A*S*H), saison 3, épisode 21 Big Mac de Don Weis : Colonel Whitman
- 1975 : Gunsmoke ou Police des plaines (Gunsmoke ou Marshal Dillon), saison 20, épisode 24 The Sharecroppers de Leonard Katzman : Rupert
- 1975-1978 : Starsky et Hutch (Starsky & Hutch)
  - Saison 1, épisode 8 Le Paria (Pariah, 1975) : le procureur Collins
  - Saison 4, épisode 4 La Photo (Photo Finish, 1978) : Basil Monk
- 1976 : Sanford and Son, saison 5, épisode 17 The TV Addict : Dr Simmons
- 1976 : Switch, saison 2, épisode 6 Quicker Than the Eye : Collins
- 1978 : La croisière s'amuse (The Love Boat), saison 1, épisode 17 la Victoire en dansant (Winner Take Love/The Congressman Was Indiscreet/Isaac's History Lesson) de Jack Arnold : Waldo Linden
- 1978 : Alice, saison 2, épisode 20 The Star in the Storeroom de Marc Daniels : Cappy
- 1981-1982 : Pour l'amour du risque (Hart to Hart)
  - Saison 3, épisode 1 Vive la rose (Harts and Flowers, 1981) d'Harry Winer : David Stinton
  - Saison 4, épisode 5 Règlements de compte à Goldtown, 1982) de Gabrielle Beaumont : Ben Drootin
- 1983 : Frank, chasseur de fauves (Bring 'Em Back Alive), saison unique, épisode 13 Juste à temps (A Switch in Time) de George McCowan : Herb Johnson
- 1985 : Cagney et Lacey (Cagney & Lacey), saison 4, épisode 18 Lost and Found d'Al Waxman : Frank Boyle
- 1985 : Jackie et Sara (Too Close to Comfort), saison 5, épisode 1 Drawing Room et épisode 16 Off and Running de Peter Baldwin : M. Wainwright
- 1986 : Cap Danger (Danger Bay), saison 3, épisode 4 Solo Flight : Keith Johnson
- 1986-1987 : Fame, saisons 5 et 6, 39 épisodes : Bob Dyrenforth
- 1989 : Mariés, deux enfants (Married… with Children), saison 3, épisode 7 Chauve qui peut (The Bald and the Beautiful) : Lance
- 1989 : Arabesque (Murder, She Wrote), saison 5, épisode 17 Les Péchés de Castle Cove (The Sins of Castle Cove) de John Llewellyn Moxey : Ellis Holgate
- 1989 : Charles s'en charge (Charles in Charge), saison 4, épisode 17 Mélodrame en sous-sol (Poetic License) de Scott Baio : Lester Worley
- 1990 : Les nouveaux monstres sont arrivés (The Munsters Today), saison 2, épisode 14 Pants on Fire : M. Graves
- 1990 : Murphy Brown, saison 2, épisode 23 Frank's Appendectomy : Newton Green
- 1990 : Cop Rock, saison unique, épisode 6 Oli of Ol' Lay : M. Semionovich
- 1991 : Le Cavalier solitaire (Paradise on Guns of Paradise), saison 3, épisode 7 Cas de maladie (See No Evil) : Gus
- 1991 : Les Contes de la crypte (Tales from the Crypt), saison 3, épisode 9 Des pompes très funèbres (Undertaking Palor) : Grundy
- 1991 : Côte Ouest (Knots Landing), saison 13, épisode 4 Claudia (I, Claudia) : George Ammons
- 1991 : Star Trek : La Nouvelle Génération (Star Trek: The Next Generation), saison 5, épisode 7 Réunification, 1re partie (Unification, Part I) : Klim Dokachin
- 1991 : Coach, saison 4, épisode 8 Loonstruck d'Alan Rafkin : Gil
- 1992 : La Loi de Los Angeles (L.A. Law), saison 7, épisode 7 Compagnon de cellule (Helter Shelter) : Dr Ivan Peretsky
- 1993 : New York Police Blues (NYPD Blue), saison 1, épisode 5 Tous les moyens sont bons (Emission Accomplished) de Michael M. Robin : M. Galan, le conteur
- 1993 : Cobra, saison unique, épisode 6 Le Gnome (The Gnome) de Jorge Montesi : Carlton Hauser
- 1994 : X-Files : Aux frontières du réel (The X-Files), saison 1, épisode 16 Vengeance d'outre-tombe (Young at Heart) de Michael Lange : Dr Austin
- 1994 : Urgences (ER), saison 1, épisode 9 Confidences aux Urgences (ER Confidential) de Daniel Sackheim : Francis
- 1998 : Chérie, j'ai rétréci les gosses (Honey, I Shrunk the Kids: The TV Show), saison 1, épisode 12 Chérie, je suis l'homme le plus rapide du monde (Honey, I'm Streakin’) de Savage Steve Holland : M. Alphenaar
- 1998 : Papa bricole (Home Improvement), saison 7, épisode 21 The Son Also Mooches : Delvin
- 2000 : Strange World, saison unique, épisode 8 La Rage au ventre (Rage) : Ted Glasgow
- 2002 : JAG, saison 7, épisode 18 Le Héros de Guadalcanal (Hero Worship) de Rod Hardy : Henry Guernsey
- 2002 : Six Feet Under, saison 2, épisode 3 Le Plan (The Plan) de Rose Troche et épisode 6 Exaspération (In Place on Anger) de Michael Engler : Bobo
- 1996-2003 : Sept à la maison (7th Heaven), saisons 1 à 7, 16 épisodes : Charles Jackson

#### Téléfilms
- 1958 : Le crime était presque parfait (Dial M for Murder) de George Schaefer : le détective Williams
- 1966 : Lamp at Midnight de George Schaefer : Landini
- 1974 : It Couldn't Happen to a Nice Guy de Cy Howard : Alan Ronston
- 1978 : The New Maverick (en) d'Hy Averback : Lambert, l'employé des pompes funèbres
- 1981 : The Two Lives of Carol Letner de Philip Leacock : Nick Fortune
- 1981 : La Fièvre dans le sang (Splendor in the Grass) de Richard C. Sarafian : Dean Pollard
- 1982 : Un piano pour Madame Cimino (A Piano for Mrs. Cimino) de George Schaefer : Leach
- 1983 : Transports en commun (Carpool) d'E. W. Swackhamer : Feeney
- 1984 : Le Duel des héros (Draw!) de Steven Hilliard Stern : le shérif-adjoint Wally Blodgett
- 1986 : Ma femme a disparu (Vanishing Act) de David Greene : Dr DeMarco
- 1989 : Appel au secours (A Cry for Help: The Tracey Thurman Story) de Robert Markowitz : l'agent Danzinger
- 1992 : T Bone et Fouinard (T Bone N Weasel) de Lewis Teague : M. Fergus
- 1994 : In Search of Dr. Seuss de Vincent Paterson : le fermier
- 1995 : Pilotes de choix (The Tuskegee Airmen) de Robert Markowitz : un sénateur